# 甘油脱氢酶
甘油脱氢酶（英語：glycerol dehydrogenase，EC 1.1.1.6 （页面存档备份，存于））是一种以NAD+或NADP+为受体、作用于供体CH-OH基团上的氧化还原酶,化学式为:C1675H2684O491N446S20。这种酶能催化以下酶促反应：
甘油 + NAD+ {\displaystyle \rightleftharpoons } 甘油酮 + NADH + H+
甘油脱氢酶主要参与甘油脂的代谢过程。